# Atelopus spurrelli
Atelopus spurrelli är en groddjursart som beskrevs av George Albert Boulenger 1914. Atelopus spurrelli ingår i släktet Atelopus och familjen paddor. IUCN kategoriserar arten globalt som sårbar. Inga underarter finns listade.